# Lakmos
Lakmos ili  Peristeri(grčki: Λάκμος) je ime planine koja se prostire na istoku Prefekture Janjina i zapadu Prefekture Trikala. 
Planina Lakmos dio je Pindskog gorja. 

## Zemljopisne karakteristike
Najviši vrh planine Lakmos zove se Tsoukarela ili Peristeri i visok je 2,295 m. Ostali veći vrhovi Lakmosa su: Asprovrissi (2.040 m), Kritharia (1.640 m), Lakomata (2.020 m), Pyramidia (2.040 m), Salatoura (2.125 m), Koukies (1.717 m), Soutomio (2.047 m), Kalogiros (2.106 m) i Tsouma Plastari (2.188 m).
Planina Lakmos je izvorište sljedećih rijeka; Araktosa koji teče na zapad, Metsovitikosa koji teče na sjever i Ahelosa koji teče na istok. 
Po sjevernim padinama planine ide Grčka magistralna cesta GR-6 (E92) od Janjine prema Metsovo i Kalambaka. Sjeverno od planine prolazi i trasa nove grčke autoceste Egnatia Odos (E90) (Igumenica - Kozani - Solun - Aleksandropoli).

## Vanjske poveznice
- Grčka planinska flora  Arhivirana inačica izvorne stranice od 17. svibnja 2008. (Wayback Machine)
- Planina Lakmos na stranicama GTP